# Iwein Segers
Iwein Bert-Jan Jonas Segers (Vilvoorde, 12 januari 1980) is een Vlaamse zanger, acteur, komiek, cabaretier, regisseur, producer, radio-diskjockey en schrijver.

## Loopbaan
Iwein Segers is de zoon van radiopresentator en voice-over bij Man bijt hond, Geert Segers. Segers had als kind problemen met wiskunde en biologie en bleef hierdoor twee keer zitten. Via middenjury trachtte hij tevergeefs zijn humanioradiploma te halen, maar werd toen al meer beziggehouden door zijn muzikale activiteiten. Segers was zanger en bassist van Groep Jezus. Andere groepsleden waren : Steve Lacourt, Florence Van der Linden, Maarten Vanhecke, Gino Geudens, Wim Geenen, Maarten Standaert, Seppe Vandenhouten. Bij hun eerste ep werden ze bijgestaan door Rudy Trouvé, later volgde twee albums : 'Turn Up Speed Or Show Me Love' (met op de hoes een foto van de man die James Dean dood reed, Donald Turnupseed) geproduceerd door Jo Francken. 'This Land is ours' werd een samenwerking met Raf Roesems en Pascal Deweze. Uit dat album kwam de single Feel it! in De Afrekening op de radiozender Studio Brussel. Segers was ook te horen op diezelfde radiozender in de programma's Microcosmos (met onder andere Gunter Lamoot en Bart Vanneste), Collage en Het Ministerie van Miserie. Hij was drie jaar assistent-bibliothecaris in Sint-Genesius-Rode, nadat hij zijn baan bij de radio verloren had.
Segers werd als cabaretier bekend via de eerste Comedy Casino Cup in 2007 op de televisiezender Canvas. In deze wedstrijd behaalde hij de tweede plaats, samen met Philippe Geubels. De winnaar was Xander De Rycke. In 2008 won hij de publieksprijs op het prestigieuze Leids Cabaret Festival. De juryprijs ging toen naar het eveneens Vlaamse duo Ter Bescherming van de Jeugd.
Sinds februari 2008 werkt hij voltijds als cabaretier. In september 2008 begon Segers met zijn eerste avondvullende theatershow 25 jaar Iwein Segers, waarmee hij door Vlaanderen en Nederland toerde. In 2009 was Segers te zien als reporter in de tweede Comedy Casino Cup. Hij was toen ook te zien als 'de Svekke', steeds aan het einde van M!LF, een programma op 2BE. In de winter van 2009 speelde hij circusdirecteur voor Ketnet. In het seizoen 2009/2010 sprak Segers de stem in van de rubriek 'Dossier Costers' voor het programma Man bijt hond. Op 2 april was hij voorts te zien in de laatste aflevering van Comedy Casino 5. Nog in 2009 was er de tribute-voorstelling 'Kaufman Leeft !', een eigenhandig in elkaar gestoken eresaluut aan Andy Kaufman, 25 jaar na zijn vermeende dood. Op deze avond waren er gesmaakte bijdrages van onder andere Gili, Tim Vanhamel en Eddy Wally.
De zomer daarop was Iwein de opvolger van 'Jezus' als presentator/commentator bij Bataclan op de Gentse Feesten. Hij voegde wat extra absurditeiten aan het bestaande festival. In zijn eerste jaar was dat het weghonen van 'dreadlocks' alsook het interviewen van bv's. Die laatsten waren steevast lookalikes en dus niet de personen in kwestie. Het volgende jaar was hij opnieuw presentator dit keer kreeg het festival de naam Batakamp en introduceerde hij de 'decolletatie'. Vrouwen die iets te veel uitsnijding toonden werden in beeld gebracht en vervolgens met een bootje naar de overkant gebracht. Eind 2010 trok Segers zich tijdelijk terug uit de comedywereld en verscheen ook de dvd van zijn voorstelling. Hij maakte deel uit van het elfde seizoen van Expeditie Robinson. Zijn beste maatje werd daar ex-Miss België Tatiana Silva. Hij haalde de samensmelting net niet. Op 14 februari 2011 verscheen het kleinkunstalbum 'over andere mensen' met de groep 'Familie Segers'. Ook in 2011 speelde Segers de hoofdrol in de langspeelfilm Traumland van Daniel Lambo. Hij vertolkte tevens de rol van 'Speck' in de langspeelfilm Tot altijd van Nic Balthazar, met naast hem Koen De Graeve en Geert Van Rampelberg. Na de zomer van 2011 speelde Segers zijn nieuwe avondvullende cabaretshow De Comeback van Iwein Segers. In februari 2012 ging The Muppets in première, waarin Segers de Vlaamse stem van Fozzie Bear vertolkte. In 2012 was Segers nog te zien in afleveringen van Aspe en Vermist, eerder was hij al te zien in Zone Stad. Op 17 september 2012 werd Segers het gezicht en de stem van Komen Eten op VIER, maar de nieuwe programmaformule sloeg niet aan, waardoor hij in februari 2013 uit het programma verdween. In 2013 bracht Segers een eerste theaterstuk op de planken, een bewerking van het cultboek Een samenzwering van idioten, onrechtstreeks een ode aan twee van zijn favoriete komieken, John Belushi en Chris Farley. Beide acteurs werden namelijk ooit gevraagd voor de hoofdrol in de verfilming van het boek, maar overleden nog voor de opnames begonnen. 2014 werd een moeilijk jaar voor Segers, in de zomer verloor hij zijn moeder en aan het einde van het jaar werd hij ontslagen bij VIER. Na zich even te hebben terug getrokken komt Segers in 2016 naar buiten met het liedjesprogramma 'Iwein Privé'. Later dat jaar gaat hij van start met Iwein en De Dealers. Een rockformatie in het Nederlands met Gorki (band) als grootste voorbeeld. In 2017 zijn ze op tour door Vlaanderen en komt ook hun cd 'Einde voor Beginners' uit. Eind 2016 startte de opnames voor 'De Bende van Jan de Lichte' waarin Segers de rol van 'Vagenende', de magiër van de bende, op zich neemt.
In 2018 start Segers met zijn eigen productiehuis Van De Makers Van. Een eerste worp is de kortfilm 'Operatie Kazuifel-de film' gebaseerd op de opgraving van priester Cyriel Verschaeve. De film werd geschreven en geregisseerd door Iwein Segers en Niels Snoek en behaalde een selectie op Leuven Kort. In de hoofdrollen zien we Jeroen Lenaerts, Jelle De Beule, Rik Willems en Iwein zelf. In datzelfde jaar speelde Segers een bijrol als directeur van de warenhuisketen Delhaize in de film Niet Schieten. In 2019 start de eerste fase van een webserie genaamd 'Rademaekers'. In datzelfde jaar komt er dan toch een nieuwe comedyvoorstelling getiteld 'Eindelijk Professioneel'. Sinds 11 oktober 2019 presenteert Segers op de digitale radiozender Willy het programma Rockrijk, het eerste seizoen op vrijdagvoormiddag en sinds september 2020 op woensdagnamiddag. Op zondag is hij de host van Slacker Station, een muziekprogramma met voornamelijk indiemuziek zoals pavement, The Lemonheads en Dinosaur Jr. Elke week ontvangt hij een gast.
Op zaterdag 9 juli 2022 verloor Segers onverwacht zijn oudere broer Lander. De 47-jarige Leuvense leerkracht en zanger maakte een wandeltocht naar Compostella maar overleed aan de gevolgen van een zonneslag (hartfalen). Hij was nog maar sinds donderdag vertrokken. Acht jaar eerder, op 9 juli 2014, is ook zijn moeder Marleen Huyghe overleden in de nasleep na een hartoperatie. Sinds september 2022 is Segers opnieuw op tv te zien als acteur in de satirische sketches van De Ideale Wereld op Canvas. Op het filmfestival van Oostende ging in januari 2024 Holy Rosita in première, Segers speelt de rol van Benoit, een man met lichte beperking. Vanaf mei 2024 maakte Segers terug muziek met een ode aan Morrissey en Johnny Marr onder de titel "Viva Moz and Marr, het beste van The Smiths en aanverwanten". In de zomer van 2024 werd het eerste Slackerfest georganiseerd, een festival met bands die ook aan bod komen in Slacker Station.